# Нордгау (Елзас)
Вижте пояснителната страница за други значения на Нордгау.
Елзаският Нордгау (на френски: Nordgau Alsace) е средновековно гау-графство в Елзас.
Елзаският Нордгау трябва да се различава от баварския Нордгау. Елзаският Нордгау се намира от 9 до края на 11 век в ръцете на линията Еберхарди от род Етихониди като графове в Нордгау. Нордгау е включен в епископство Страсбург.

## Графове в Нордгау в Елзас от Дом Етихониди
- Еберхард III († сл. 898), 888 граф в Нордгау
- Еберхард фон Нордгау († пр. 11 ноември 940), граф 913 – 933, син на Еберхард III
- Хуго I († 940), граф в Нордгау, син на Еберхард III
- Еберхард IV († 972/973), 959/967 граф в Нордгау, син на Хуго I
- Хуго II († пр. 986), 951/973 граф в Нордгау, син на Еберхард IV
- Хуго IV (* 970; † 1048), 959 доказан, граф в Нордгау и Егисхайм (в Елзас) и Дагсбург, син на Хуго II
- Еберхард V († 1016), 986/1016 граф в Нордгау, син на Хуго II
- Герхард I/III († X 1038), граф на Егисхайм, син на Хуго IV
- Хуго VII († 1046/49), граф на Дагсбург (в дн. регион Лотарингия), син на Хуго IV
- Хайнрих I († 1065), граф на Егисхайм и Дагсбург, син на Хуго VII
- Герхард II, 1065 граф в Нордгау, 1098 граф на Егисхайм, син на Хайнрих I
- Хуго VIII († 1089), 1074 граф на Дагсбург, син на Хайнрих I
- Алберт I фон Егисхайм († 1098), 1089 граф на Дагсбург, син на Хайнрих I

Наследниците на Алберт I се титулуват като графове на Дагсбург.